# لرکش
لرکش یک روستا در ایران است که در شهرستان سمیرم در استان اصفهان واقع شده‌است. لرکش ۱۵۵ نفر جمعیت دارد.

## جمعیت
این روستا در دهستان پادنا علیا قرار دارد و بر اساس سرشماری مرکز آمار ایران در سال ۱۳۸۵، جمعیت آن ۱۵۵ نفر (۳۶ خانوار) بوده‌است.